# Xi Sculptoris
Xi Sculptoris (94 Sculptoris) é uma estrela na direção da constelação de Sculptor. Possui uma ascensão reta de 01h 01m 18.23s e uma declinação de −38° 54′ 59.9″. Sua magnitude aparente é igual a 5.59. Considerando sua distância de 628 anos-luz em relação à Terra, sua magnitude absoluta é igual a −0.83. Pertence à classe espectral K1III.